# S. Darko
S. Darko: A Donnie Darko Tale es una película de terror psicológico, misterio y suspense del 2008, secuela de la exitosa película Donnie Darko del 2000. La película estuvo protagonizada por Daveigh Chase, actriz que nuevamente interpretó a la hermana de Donnie, Samantha Darko, en el filme original. La secuela transcurre durante la adolescencia de la joven.
La película se estrenó ocho años después del estreno del primer filme. Richard Kelly, guionista y director de la primera, no estuvo involucrado en la producción. 

## Sinopsis
Después de huir de casa en búsqueda de una mejor vida, Samantha Darko y su mejor amiga Corey recorren las carreteras buscando llegar a Los Ángeles. Sin embargo, al igual que su hermano fallecido ocho años atrás, Samantha tiene sueños apocalípticos que le señalan un posible fin del universo.

## Reparto
- Daveigh Chase: Samantha Darko ("Sam").
- Briana Evigan: Corey.
- James Lafferty: Iraq Jack.
- Ed Westwick: Randy.
- Walter Platz: Frank.

## Recepción
S. Darko: A Donnie Darko Tale recibió críticas negativas a diferencia de su predecesora. Muchos fanes de la primera película mostraron su total descontento hacia el filme, el cual posee una calificación de 3,6 de 10 en la página IMDb.